# Santos Balmori
Santos Balmori Picazo (n. Ciudad de México, 26 de septiembre de 1898-Ciudad de México, 5 de marzo de 1992), fue un pintor mexicano. Estudió en Real Academia de Bellas Artes de San Fernando, en Madrid, y en la Académie de la Grande Chaumière, en París. Expuso sus obras en París, Bruselas, Estocolmo, Madrid y Ciudad de México. A pesar de que su obra no fue reconocida en México durante su época, debido al nacionalismo que fomentaba la Escuela de Mexicana de Pintura, influyó en gran medida en la siguiente generación de artistas, quienes serían conocidos como La Generación de la Ruptura.

## Biografía

### Primeros años
Nació el 26 de septiembre de 1898, en Ciudad de México. Su padre era asturiano y su madre mexicana. Cuando tenía cuatro años su familia se trasladó a la localidad de Soberrón, cerca de Llanes, en España.
Mientras residían en Asturias, Balmori quedó huérfano de madre a los seis años.
Su padre decidió trasladar toda su familia nuevamente, esta vez a Mendoza. Y desde Argentina, cruzaron la cordillera de los Andes, a caballo y con una recua de mulas, para radicarse en Santiago de Chile en 1912. Aquí entró a estudiar el bachillerato en el Instituto Barros Arana.
Cuando Balmori tenía dieciséis años, su padre se suicidó. Balmori lo define como la mayor tragedia de su vida y guardó luto por su padre durante ocho años.

### España y Francia
A los quince años ingresó a la Escuela de Bellas Artes de Santiago de Chile, pero sus tutores le prohibieron estudiar arte. Tomó un barco hacia Europa, donde llegó a Madrid y entró a la Real Academia de Bellas Artes de San Fernando, donde tuvo de maestros a Moreno Carbonero, Joaquín Sorolla y Julio Romero de Torres, estudió junto a Salvador Dalí, Remedios Varo, Alberti y varios más.
Le propusieron la residencia en Roma, distinción exclusiva para estudiantes españoles destacados, con la condición de renunciar a la nacionalidad mexicana, cosa que no aceptó.
Después de cuatro años de estudiar en la Academia y a los veintidós años de edad, dejó Madrid y se fue a París. Allí permaneció durante catorce años, durante los cuales estudió, trabajó, pasó dificultades económicas y obtuvo éxito.
Ingresó a estudiar a Académie de la Grande Chaumière, donde trabajó bajo la dirección del escultor Antoine Bourdelle.
Hizo diseño textil, carteles publicitarios, grabado, pintura y carteles en contra del fascismo, por los cuales ganó premios internacionales.
En París conoció a Juan Gris, Maurice de Vlaminck, Tsuguharu Foujita, al premio Nobel hindú Rabindranath Tagore,  Gandhi —quién le posó para un retrato—; colaboró con el periodista y editor Henri Barbusse en lo que hoy es el periódico Le Monde, donde Balmori hacía las ilustraciones y los textos eran de Miguel de Unamuno, Máximo Gorki, Rabindranath Tagore, Albert Einstein y Upton Sinclair, entre otros.
Muy joven se unió en matrimonio con la bailarina francesa Therése Bernard, la cual murió pocos años después afectada por el síndrome de Addison. Se unió por segunda vez con la bailarina sueca Rachel Björnström, con quién vivió en París, época en que expuso en la galería Duncan.
Viajó a Suecia, donde igualmente realizó exitosas exposiciones; vivió también en Mallorca y en el norte de África, buscando un clima más cálido, pues su salud también se había visto afectada.
En Mallorca tuvo encuentros con artistas e intelectuales y produjo muchas de sus obras. Durante la guerra civil española, fue detenido debido a su propaganda antifascista y su colaboración con García Lorca, Unamuno, y León Felipe, entre otros.

### México
Volvió a México a finales de 1935, donde fue recibido con una exposición de más de doscientas obras en el Palacio de Bellas Artes.
Debido al nacionalismo favorecido por la Escuela Mexicana de Pintura, fue rechazado por su formación europea; sólo Carlos Mérida lo entendió y defendió. Es por esto que debe a dedicarse a la docencia, labor que desarrolló durante treinta años, siendo uno de los maestros responsables de formar, en una total libertad estética y de pensamiento, a la llamada generación de la ruptura. Algunos de sus alumnos fueron Rodolfo Nieto, Pedro Coronel, Carlos Olachea, Juan Soriano y Jorge Figueroa Acosta.
Con su esposa Rachel Björnström tuvo una hija llamada Kore Monica, quien enfermó de poliomielitis cuando niña; su madre se la llevó a Suecia de donde no regresó. Balmori se casó nuevamente, con la bailarina y coreógrafa Helena Jordán, quien lo acompañó por más de cuarenta años.
Fue director de la Academia de la Danza, colaborando directamente con Miguel Covarrubias, en crear lo que se llamó la época de oro de la danza en México.
Nunca dejó de dibujar, pero solo retomó la pintura cuando se jubiló como maestro; a la edad de setenta años expuso en múltiples ocasiones, siendo un importante investigador estético y generando obras inéditas que incorporaban nuevas propuestas, investigando sobre el azar, la sección áurea y utilizando nuevos materiales.
Dentro de su labor como artista escribió los libros Áurea mesura, que consiste en un estudio de la sección áurea, y El dibujo en la expresión plástica, ambos publicados por la Universidad Nacional Autónoma de México. Del mismo modo, dejó muchos textos, ensayos y poemas.
Durante el gobierno del general Lázaro Cárdenas del Río, favoreció las gestiones para acoger en México a los niños huérfanos, víctimas de la guerra civil española, que serían conocidos como los Niños de Morelia.
A sus noventa años el Museo del Palacio de Bella Artes  le hizo un homenaje; del mismo modo, fue homenajeado por el Museo de Bellas Artes de Asturias, en Oviedo, España, donde se realizó una gran exposición retrospectiva, se adquirieron algunas sus piezas más importantes y se confeccionó un catálogo de su obra.
La obra de Santos Balmori se puede encontrar en el Museo de Arte Moderno de Toluca, Museo de Universitario de Arte Contemporáneo (MUAC), Museo de la Estampa, Museo de Arte Moderno de Madrid y en el  Museo de Bellas Artes de Asturias.